# The Hater
The Hater (Sala samobójców. Hejter) è un film del 2020 diretto da Jan Komasa.

## Trama
Tomasz è un giovane di campagna che viene cacciato dalla facoltà di giurisprudenza dell'Università di Varsavia per plagio. Stanco di non potersi permettere la bella vita che fanno gli “zii”, che lo finanziano, e di non riuscire a far colpo sulla loro bella figlia “Gabi”, riesce a farsi assumere da una società gestita da Beata Santorska che, attraverso i social e con falsi profili, incastra influencer e politici per conto di altri.
Riesce a insinuarsi nel gruppo di volontari che sostengono la campagna elettorale di Pawel Rudnicki, col solo scopo di creare scandali e far perdere consensi al candidato sindaco di estrazione socialista. 
Grazie a una fitta rete di amici, riesce a raggiungere Stefan “Guzek” Guzkowski, YouTuber fascistoide, che cerca disperatamente notorietà ma soprattutto soldi. 
Attraverso un videogioco online, lo persuade a lavorare per lui, convincendolo che l’unica via per avere una Polonia libera è uccidere Rudnicki. 
Intanto il suo rapporto con Gabi e con i suoi genitori vive alterne vicende, fino a quando, a una manifestazione a sostegno del candidato sindaco, Guzek spara all'impazzata uccidendo Rudnicki e anche la prima figlia degli zii, Natalia.
Per evitare una strage ancora peggiore, Tomasz affronta e neutralizza Guzek che gli infligge varie coltellate, fortunatamente non mortali. Al risveglio è osannato come un eroe  sui social network e sui media, potendo così eludere sospetti di coinvolgimento nella strage, che pure erano emersi tra gli inquirenti.
I Krasucki sono sconvolti per la tragica perdita di Natalia, ma riconoscono a Tomasz che se Gabi è ancora viva, è solo merito suo. Infine, forte dei backup dei suoi computer, ricatta Beata e diventa così capo della società, raggiungendo, anche se attraverso una rete di bugie e omicidi, l’obiettivo di essersi realizzato e poter condurre una vita agiata.

## Riconoscimenti
- 2020 - Tribeca Film Festival[1][2]
  - Best Narrative Feature